# Debby Moore
Debby Moore, geboren als Emmaline Maultsby (St. Augustine, Florida, 1925 - aldaar, 2 januari 2017) was een Amerikaanse jazzzangeres.

## Biografie
Emmaline Maultsby vertrok in 1942 naar New York om jazzzangeres te worden. Ze zong er in clubs, werkte in de bands van Earl Hines en Count Basie en was de protegé van Louis Armstrong, met wiens vrouw ze bevriend was. Ze nam de naam Debbie aan en nam met arrangeur Don Donaldson de eigen compositie Five Months, Two Weeks, Two Days op, dat een hit werd. Verder toerde ze in Japan voor de USO.
Debby Moore maakte enkele albums, waarvan haar tweede, My Kind of Blues (1960) het bekendst is. Ze zingt hierop standards (in een blues-interpretatie) en eigen nummers en wordt hierop begeleid door enkele grote namen, waaronder Elvin Jones en Sweets Edison. In 1976 stopte ze als jazzzangeres.
Kort voor haar overlijden werd in haar geboorteplaats een musical over haar leven opgevoerd.
Debby Moore was getrouwd (haar naam: Emmaline McDade) en had twee kinderen.

## Discografie
- My Kind of Blues, met Sweets Edison (tr), Jimmy Jones (p), Barry Galbraith (g), George Duvivier (b), Elvin Jones (dr), Top Rank International, 1960 (re-release op Fresh Sound Records)